# خانه حاج فیض خارابی
خانه حاج فیض خارابی مربوط به دوره صفوی است و در شهرستان فومن، شهرک تاریخی ماسوله واقع شده و این اثر در تاریخ ۲۵ اسفند ۱۳۸۰ با شمارهٔ ثبت ۵۲۴۰ به‌عنوان یکی از آثار ملی ایران به ثبت رسیده است.